# Xã Linden, Quận Winnebago, Iowa
Xã Linden (tiếng Anh: Linden Township) là một xã thuộc quận Winnebago, tiểu bang Iowa, Hoa Kỳ. Năm 2010, dân số của xã này là 133 người.